# پایگاه هوایی آبی پورت کارلینگ/ باترفلای لیک
پایگاه هوایی آبی پورت کارلینگ/ باترفلای لیک (به انگلیسی: Port Carling/Butterfly Lake Water Aerodrome) یک فرودگاه خصوصی است که یک باند فرود آب دارد. این فرودگاه در کشور کانادا قرار دارد و در ارتفاع ۲۳۳ متری از سطح دریا واقع شده است.